# Deutsches Institut für psychologische Forschung und Psychotherapie
Das Deutsche Institut für psychologische Forschung und Psychotherapie war eine nationalsozialistische Forschungs- und Ausbildungseinrichtung für Psychotherapie mit angeschlossener Poliklinik, die von 1936 bis 1945 existierte. Institutsleiter war Matthias Heinrich Göring, ein Vetter des Reichsministers Hermann Görings. Das Institut wird daher auch als „Göring-Institut“ bezeichnet.

## Vorgeschichte
Matthias Heinrich Göring war bereits 1933 Vorsitzender der neu gegründeten „Deutschen Allgemeinen Ärztlichen Gesellschaft für Psychotherapie“ geworden. Vorsitzender der ebenfalls neu gegründeten internationalen Überstaatlichen allgemeinen ärztlichen Gesellschaft für Psychotherapie wurde Carl Gustav Jung.
Unter dem Vorsitz von Ernest Jones wurde den jüdischen Mitgliedern der „Deutschen Psychoanalytischen Gesellschaft“ (DPG) auf der Generalversammlung vom 1. Dezember 1935 der Austritt nahegelegt.
Im Mai des folgenden Jahres wurde auf Veranlassung des Reichsärzteführers Gerhard Wagner und des Reichsministerium des Innern das Deutsche Institut für psychologische Forschung und Psychotherapie gegründet. Offizielles Ziel war es, „eine ‚Neue Deutsche Seelenheilkunde’ (vgl. Neue Deutsche Heilkunde) aus einer Verbindung aller drei am Institut vertretenen Hauptströmungen (Freudianer, Jungianer, Adlerianer) und verschiedener einzelner Forschungsrichtungen herauszuarbeiten, zu lehren und eine Poliklinik zu unterhalten“.
Die Medizinalabteilung des Reichsinnenministeriums hielt die Psychoanalyse für eine nützliche Therapie und regte an, sich zur Gründung des neuen Instituts des Inventars des alten Berliner Psychoanalytischen Instituts zu bedienen. Göring übersiedelte nach Berlin und das neue Institut übernahm die Räume und die verbliebenen Mitarbeiter des alten Psychoanalytischen Instituts. Als Mitglieder des neuen Instituts konnten die Psychoanalytiker auch ihre private Praxis offiziell weiterführen.

## Organisation und Aufgaben
Das Institut enthielt neben der Leitung eine Forschungsabteilung mit Bibliothek, eine Abteilung für Betriebspsychologie, eine literarische Abteilung, eine für „Weltanschauung“, Ausbildungsabteilungen für Psychologen und Ärzte, eine poliklinische Abteilung, eine Abteilung für Erziehungshilfe, für Kriminalpsychologie, für Begutachtung und Katamnesen sowie für Bewegung, Atmung und Ton. Die von Marie Kalau vom Hofe geleitete kriminalpsychologische Abteilung und die Abteilung für Erziehungshilfe waren der Poliklinik angeschlossen.
Geleitet wurde das Institut von einem Verwaltungsrat mit Göring und Herbert Linden als Vertreter des Reichsinnenministeriums, Fritz Künkel und Edgar Herzog als Vertreter der Individualpsychologie, Felix Boehm, Carl Müller-Braunschweig (bis 1938) und Harald Schultz-Hencke für die Psychoanalytiker sowie Eva-Sophie Moritz, W. M. Kranefeldt und Adolf Weizsäcker für die Jungianer angehörten. Zu weiteren Mitgliedern bzw. Mitarbeitern des Instituts gehörten Johanna Herzog-Dürck, Johannes Heinrich Schultz, Hans von Hattingberg, Felix Scherke, Rudolf Bilz, Gustav Richard Heyer und der Analytiker August Vetter.
Das Institut unterhielt Beziehungen zu diversen offiziellen Stellen, darunter dem Amt für Berufserziehung und Betriebsführung der Deutschen Arbeitsfront, dem das Göring-Institut ab September 1939 unterstand, sowie dem Amt für Gesundheit und Volksschutz der DAF, der Reichsgesundheitsführung, der Abteilung Gesundheitswesen im Reichsinnenministerium (durch die der e. V. am 1. Oktober 1936 gegründet worden war) zum Reichsführer SS, der Reichsjugendführung, dem Reichsinnenministerium, dem Reichskriminalpolizeiamt, dem Reichsministerium für Wissenschaft, Erziehung und Volksbildung, dem Reichsministerium für Volksaufklärung und Propaganda, der NSV, der Stadt Berlin und diversen Jugendämtern.
Neben ‚behandelnden Psychologen’ (zwei Jahre nach vorgehendem Fachstudium) wurden auch ‚beratende Psychologen’ (ein Jahr) ausgebildet.
Das Institut führte auch Forschungen im Auftrag der Industrie durch.
Zweigstellen des Instituts existierten in Bayern, der Ostmark, im Rheinland und in Württemberg/Baden. Die Hauptstelle in Berlin hatte 97 ordentliche Mitglieder (43 männliche, 54 weibliche), die Zweigstellen im Reich 91 (64 männlich, 27 weibliche).
Während des Krieges erhielt das Institut den Status der „Kriegswichtigkeit“. Es beteiligte sich an der psychologischen Kriegsführung durch die Ausbildung von Militärpsychologen sowie durch die Behandlung von Kriegsneurotikern. Für die Luftwaffe arbeiteten allen voran Johann Heinrich Schultz, der Stellvertretende Direktor des Göring-Instituts, und Göring, indem sie u. a. Lehrgänge für Luftwaffenoffiziere abhielten, in denen sie in Menschenführung und Kurzzeittherapie unterrichteten. J. H. Schultz wusste von der Ermordung Geisteskranker und befürwortete sie öffentlich im Institut.

## Finanzierung
Am 30. September 1939 wurde das Institut von der DAF übernommen. Der Verein, der bisher Träger des Instituts gewesen war, blieb zur Verwaltung des kleinen Vermögens weiter bestehen.
1940 hatte das Göring-Institut über 200, 1941 240 Mitarbeiter. Die wichtigsten Mitarbeiter des Instituts erhielten Spitzengehälter. Göring bekam 1.500 RM, die Abteilungsleiter des Instituts 1.000,RM und die Direktoren der acht Unterabteilungen je 500 RM.
Seit Januar 1943 wurde das Institut finanziell vom Reichsforschungsrat unterstützt. Mit Wirkung zum 1. Januar 1944 wurde es offiziell zum „Reichsinstitut für psychologische Forschung und Psychotherapie“ im Rahmen des Reichsforschungsrats.

## Ende und Nachleben
Am 27. September 1942 wurde der Leiter der Poliklinik John Rittmeister als Mitglied der Gruppe Rote Kapelle verhaftet, und am 12. Februar 1943 wegen Vorbereitung zum Hochverrat und Feindbegünstigung zum Tode verurteilt und am 13. Mai 1943 in Berlin-Plötzensee hingerichtet.
Matthias Heinrich Göring glaubte bis zuletzt, die Westarmee käme, um die Rote Armee zu vertreiben. Als diese bereits in Berlin einmarschierte, nahm er verschiedene SS-Angehörige in das Institut auf, obwohl es mit einer Lazarettfahne versehen war. Als ein russischer Offizier die Räume besichtigen wollte, feuerte die SS auf ihn. Daraufhin wurden alle Hausinsassen in den Keller geschickt und das Haus angezündet. Göring wurde abgeführt. Er starb im Juli 1945 im Lagerlazarett Posen an Ruhr.
Nach dem Krieg wurde die Zusammenarbeit der verschiedenen psychotherapeutischen Richtungen zunächst in dem von Harald Schultz-Hencke zusammen mit Werner Kemper im Mai 1945 gegründeten neuen Institut für Psychologische Forschung und Psychotherapie (IPP) fortgesetzt.
Für das „Göring-Institut“ interessierte sich, von rechtfertigenden Darstellungen der Beteiligten abgesehen, lange Zeit niemand mehr. Bei der 50-Jahre-Gedenkfeier des Berliner Psychoanalytischen Instituts 1970 warb Käthe Draeger um das Verständnis der Nachgeborenen. 1975 schloss der amerikanische Historiker Geoffrey Cocks seine Dissertation Psyche and Swastika. Neue Deutsche Seelenheilkunde 1933-1945 an der University of California ab. Diese Dissertation und die Dissertation von Regine Lockot (Lockot 1985) sind für längere Zeit die einzigen größeren Arbeiten über das Institut geblieben. In den letzten Jahren veröffentlichten Anthony Kauders (Kauders 2014), Andreas Peglau (2015) und Wolfgang Bock (2018) größere Studien zum Nachleben des Göring-Instituts in der Geschichte der Psychoanalyse in Deutschland nach 1945.